# Damshoeve

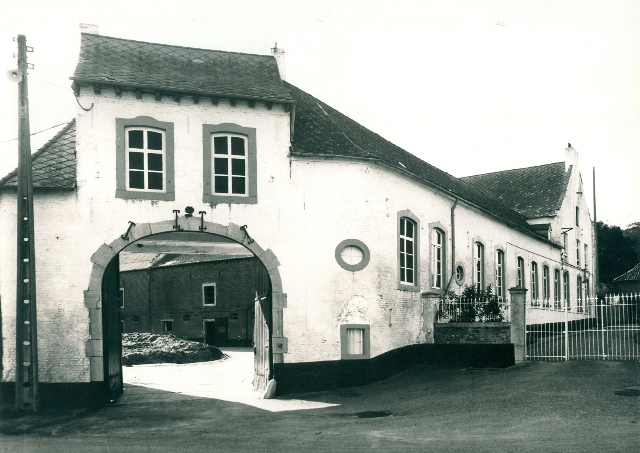
Damshoeve, voormalige kloosterhoeve

De Damshoeve is een voormalige kloosterhoeve te Muizen, gelegen aan de Truilingenstraat 17, in de Belgische gemeente Gingelom.
De hoeve, gebouwd in de 2e helft van de 18e eeuw, behoorde toe aan de Abdij van Sint-Truiden, maar werd omstreeks 1795 onteigend. Tijdens het 2e kwartaal van de 20e eeuw was een lagere school in enkele vertrekken van het gebouw gehuisvest.
Het betreft een gesloten hoeve met een inrijpoort. De gebouwen zijn gegroepeerd om een onregelmatig gevormde binnenplaats. Boven de poort was het verblijf van de paardenknecht. Ook was daar een duiventil.
Het woonhuis heeft een kern uit de 18e eeuw. De erfzijde werd in 1958 ingrijpend verbouwd. Hiernaast liggen de stallen voor ossen, paarden en koeien. De dwarsschuur is uit het 3e kwartaal van de 19e eeuw. In de tuin bevindt zich nog een losstaand wagenhuis.